# Совет народных комиссаров Башкирской АССР
Сове́т наро́дных комисса́ров Башкирской АССР (Совнарком БАССР, Правительство БАССР) — название правительства Башкирской АССР с 1920 года по 1946 год. Высший исполнительный и распорядительный орган государственной власти автономной республики.

## История
9 апреля 1920 года при Башревкоме была создана комиссия по разработке Конституции республики для её представления съезду Советов. В состав комиссии вошли А. Валидов, И. Алкин, К. Каспранский, И. Мутин, Р. Петров, Ф. Тухватуллин, Ласточкин, Гест. Комиссия разработала положения «О Совете народных комиссаров БССР», «О Всебашкирском центральном исполнительном комитете», «О Всебашкирском съезде Советов рабочих, крестьянских, красноармейских и казачьих депутатов», «О представительствах Башкирской Советской Социалистической Республики», «Об управлении делами Совета народных комиссаров БССР». Эти положения предусматривали устройство парламентской республики со своим правительством в лице СНК Башкирской АССР, который был ответственным перед представительным органом — БашЦИК и съездом Советов депутатов. Однако комиссия по разработке Конституции Башкирской АССР не смогла довести до конца порученное дело, так как её председатель Валидов 28 апреля был вызван в Москву, а центральные власти взяли под свой контроль дело определения конституционно-правовых норм взаимоотношений федеральных властей с Башкирской АССР. Комиссия по башкирским делам при ВЦИК разработала рекомендации по дополнению «Соглашения Центральной Советской власти с Башкирским правительством о Советской Автономной Башкирии».
В июле 1920 года в Стерлитамаке состоялся I Всебашкирский съезд Советов, на котором в соответствии с Конституцией РСФСР и постановлением ВЦИК и СНК РСФСР «О государственном устройстве Автономной Советской Башкирской Республики» было принято решение о ликвидации Башкирского военно-революционного комитета и передаче его полномочий Башкирскому центральному исполнительному комитету и Совету народных комиссаров АБСР.
Состав Совета народных комиссаров избирался на съездах Советов Башкирской АССР. Был подотчётен съезду Советов и Центральному исполнительному комитету автономной республики. В 1920—1937 годах в республике создавались новые Народные комиссариаты и управления, а некоторые были ликвидированы.
По Конституции 1937 года, Совет Народных Комиссаров состоял из председателя, двух его заместителей, народных комиссаров, председателя Государственной плановой комиссии, начальников управлений.
Согласно Указу Президиума Верховного Совета Башкирской АССР от 26 марта 1946 Совет народных комиссаров был преобразован в Совет министров, а народные комиссариаты — министерства автономной республики.

## Структура
В самом начале СНК БАССР Состоял из председателя и его заместителя, председателя совнархоза и 10 народных комиссаров:
- внутренних дел;
- здравоохранения;
- земледелия;
- просвещения;
- рабоче‑крестьянской инспекции;
- социального обеспечения;
- торговли;
- труда;
- финансов;
- юстиции.

Также при Совнаркоме состояли представитель Объединённого государственного политического управления СССР и уполномоченные Народных комиссариатов СССР.

## Председатели СНК
- Шамигулов, Гали Камалетдинович (июль 1920 — октябрь 1920 года)
- Биишев, Ахмед Альмухаметович (1920—1921)
- Халиков, Муллаян Давлетшинович (июль 1921 года — 4 ноября 1925 года)
- Мухаметкулов, Аксан Баймурзич (ноябрь 1925 года — январь 1930 года)
- Булашев, Зинатулла Гизатович (январь 1930 года — 20 сентября 1937 года)
- Шагимарданов, Фазыл Валиахметович (октябрь 1937 года — февраль 1940 года)
- Вагапов, Сабир Ахмедьянович (февраль 1940 года — февраль 1946 года)

## Штаб-квартира
С июля 1920 года Совет народных комиссаров располагался в Стерлитамаке, а с 1922 года — в Уфе. В 1937 году было построено новое здание для Правительства БАССР, которое ныне является Памятником истории и архитектуры и находится по улице Пушкина, д. 106.